# Kotadukuh
Kotadukuh is een bestuurslaag in het regentschap Pandeglang van de provincie Banten, Indonesië. Kotadukuh telt 1804 inwoners (volkstelling 2010).